# Gabi Rothmüller

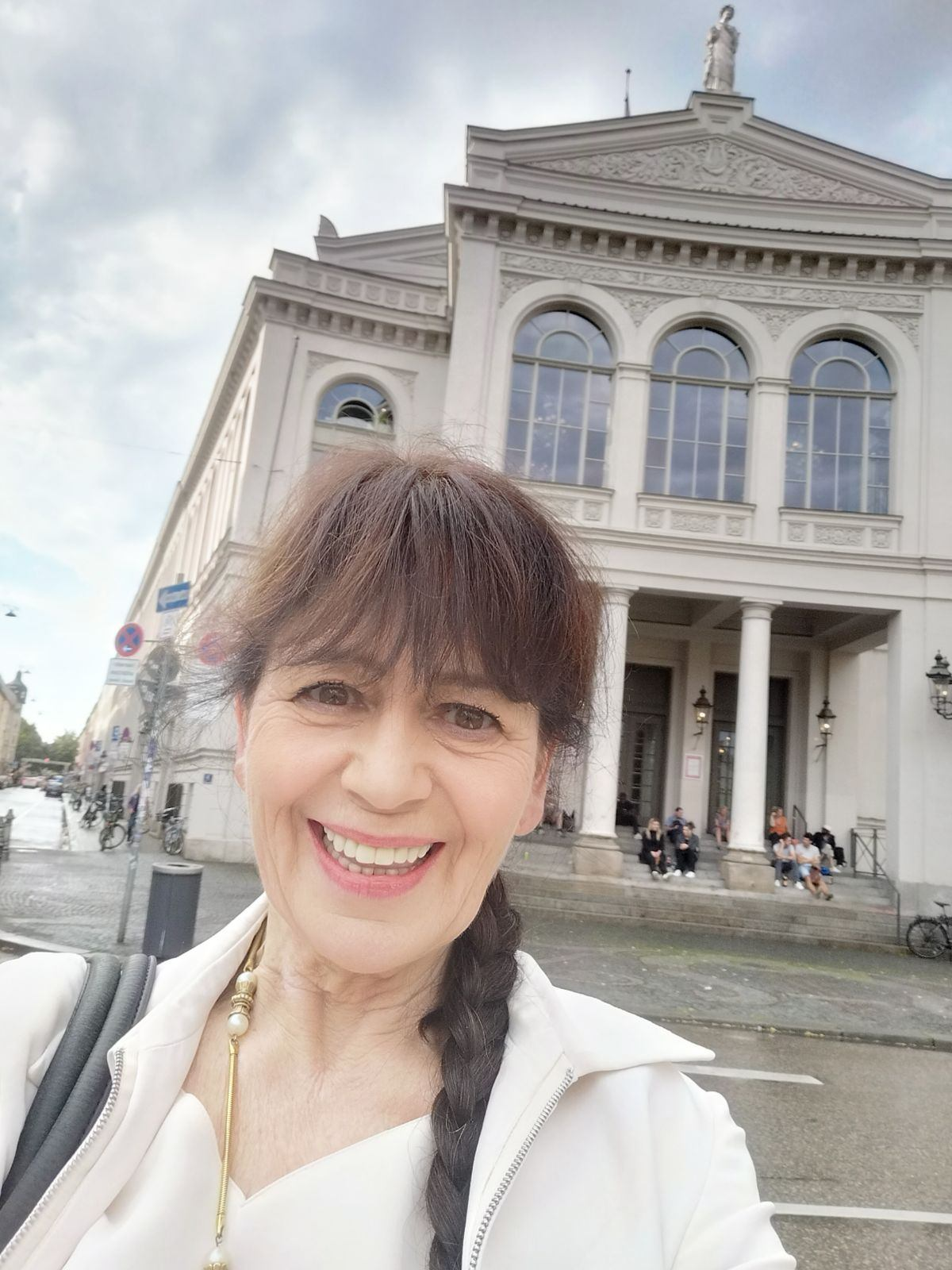
Gabi Rothmüller (2025) vor dem Gärtnerplatztheater, München

Gabriele „Gabi“ Rothmüller (* 21. Oktober 1959 in Landshut), wohnhaft in München, ist eine deutsche Regisseurin und Schauspielerin.

## Leben
Gabi Rothmüller, aufgewachsen in Landshut, wohnt in München. Sie zählt zu den wichtigsten Kabarett-Regisseurinnen im süddeutschen Sprachraum. Neben ihrer langjährigen Zusammenarbeit u. a. mit Kabarettisten wie Ottfried Fischer, Michael Altinger und Helmut Schleich inszeniert sie auch zeitgenössische Volkstheaterstücke mit ihrem Lebenspartner, dem Textautoren Alexander Liegl.
Mehrfach arbeitete sie als Regisseurin im Open Air Brixen und im Lustspielhaus München.

## Theaterregie (Auswahl)
- 1991: Der Watzmann ruft, mit W. Ambros, Deutschland- und Österreichtournee
- 1993: Ergüsse, College of Hearts (Berlin)
- 1997: Tatort Bayern, Programm der Couplet-AG
- 2001: Der Watzmann ruft, Lustspielhaus München
- 2007: Die Tür mit den sieben Schlössern, Kultkrimi mit Schlagern aus den 60er Jahren. (Text: Alexander Liegl)
- 2007: Orpheus in der Unterwelt, Oldenburgisches Staatstheater
- 2007: Der verkaufte Großvater (Text: Alexander Liegl)
- 2007: Wilhelm Tell und die Fürstin der Finsternis, (Text: Alexander Liegl)
- 2009: Wo meine Sonne scheint – Das Programm zur Heimat, Ottfried Fischer.
- 2010: Einmal Vorspiel – dreimal Ring, (Text: Alexander Liegl)
- 2010: Wagners Ring, Theater Brixen
- 2011: Waterman
- 2012: Der nackte Wahnsinn, Lustspielhaus München
- 2012:  Die Dreigroschenoper, Theater Brixen
- 2016: Die Tankstelle der Verdammten, Rockmusical von Georg Ringsgwandl, ins Wienerische übertragen von Thomas Maurer, Stadtsaal, Wien[4]
- 2017: Siegfried – Ein Germanical, Lustspielhaus München[5]
- 2018: Die drei Musketiere, Open Air Brixen
- 2019: Grand Tschumpus Hotel, Open Air Brixen
- 2021: Hände hoch – wir leben noch. Bonnie und Clyde, Lustspielhaus München
- 2024: Oh! Oh! Amelio!, Gärtnerplatztheater München, (Musik u. Text: Thomas Pigor & Konrad Koselleck)[6]
- 2024: Leo & Luis reloaded, Südtirol-Tournee

## Kabarettregie (Auswahl)
Ottfried Fischer, Jockel Tschiersch, Wolfgang Ambros, Manfred Tauchen, Helmut Schleich, Andreas Giebel, Pigor & Eichhorn und Queen Bee, Michael Altinger, Altinger und Liegl, Constanze Lindner, Missfits, Thomas Quasthoff und Michael Frowin, Die Märchenprinzen, Pink Punk Pantheon, Lukas Lobis und Thomas Hochkofler, Georg Kaser, Ingrid Lechner, Andreas Rebers, Alma Hoppe, Ludwig Müller, Hosea Ratschiller, David Berlinghof, Christof Spörk

„… ohne Frau Rothmüller, dem Konditions-, Dramaturgie-, Text-, und Theaterluder, die noch kleiner ist als Dustin Hofmann, die aber Regie führt, wie ein geistiger Riese […] ohne Gaby Rothmüller gäbe es einen Ottfried Fischer in dieser Form nicht.“

## Fernsehregie
Bayerisches Fernsehen, Die Komiker (2009–2016)

## Bühnenrollen (Auswahl)
- Ensemblemitglied in der Müller Truppe (1982–1986), (Faust, Der Sturm, Die Drei Musketiere, Autobus S)
- 2001 Magd in Der Watzmann ruft, Münchner Lustspielhaus
- 1997–2005   Ensemble des Münchner Lustspielhauses, Occams Rache 1 – 8[8]
- Duoprogramme mit Manfred Tauchen, Jockel Tschiersch, Dieter Woll

## Dozentin
- bei der Sommerakademie für Bairisches Volksschauspiel 2003 und 2008

## Auszeichnungen
- 1995: Kabarettpreis der Landeshauptstadt München[9]